# Medasina dissimilis
Medasina dissimilis är en fjärilsart som beskrevs av Moore 1887. Medasina dissimilis ingår i släktet Medasina och familjen mätare. Inga underarter finns listade i Catalogue of Life.